# Горьковское (Северо-Казахстанская область)
Горьковское (каз. Горьковское) — село в Акжарском районе Северо-Казахстанской области Казахстана. Входит в состав Новосельского сельского округа. Код КАТО — 593443200.

## География
Находится примерно в 60 км к северу от села Талшик,административного центра района, на высоте 114 метров над уровнем моря. Код КАТО — 593443200.

## История
Основано в 1954 г. В 1954—1997 гг. — центральная усадьба зерносовхоза «Горьковский».

## Население
В 1999 году население села составляло 1330 человек (668 мужчин и 662 женщины). По данным переписи 2009 года, в селе проживало 969 человек (463 мужчины и 506 женщин).